# Distrito de Nevers
El distrito de Nevers es un distrito (del francés: arrondissement) de Francia, que se localiza en el departamento de Nièvre, de la región de Borgoña (del francés: Bourgogne). Su chef-lieu, y prefectura del departamento, es la ciudad de Nevers.

## Historia
Cuando se creó el departamento de Nièvre el 4 de marzo de 1790, el distrito de Nevers fue uno de los distritos originales del nuevo departamento.

## Geografía
El distrito de Nevers limita al norte con el distrito de Cosne-Cours-sur-Loire, al noreste con el distrito de Clamecy, al este con el distrito de Château-Chinon (Ville), al sur con el departamento Allier (Auvernia) y al oeste con el departamento Cher (Centro-Val de Loira).
Se encuentra en el suroeste del departamento, con una superficie de 2020,3 km², el mayor de los distritos de Nièvre. También es el de mayor población con 119.867 habitantes y una densidad poblacional de 59,3 habitantes/km².

## División territorial

### Cantones
El distrito de Nevers tiene 13 cantones:
1. Cantón de Decize
2. Cantón de Dornes
3. Cantón de Guérigny
4. Cantón de Imphy
5. Cantón de La Machine
6. Cantón de Nevers-Centre
7. Cantón de Nevers-Est
8. Cantón de Nevers-Nord
9. Cantón de Nevers-Sud
10. Cantón de Pougues-les-Eaux
11. Cantón de Saint-Benin-d'Azy
12. Cantón de Saint-Pierre-le-Moûtier
13. Cantón de Saint-Saulge

### Comunas
| 1. Anlezy (58006)                  | 2. Avril-sur-Loire (58020)          | 3. Azy-le-Vif (58021)              | 4. Balleray (58022)                |
| 5. Beaumont-Sardolles (58028)      | 6. Billy-Chevannes (58031)          | 7. Bona (58035)                    | 8. Béard (58025)                   |
| 9. Challuy (58051)                 | 10. Champvert (58055)               | 11. Chantenay-Saint-Imbert (58057) | 12. Chevenon (58072)               |
| 13. Cizely (58078)                 | 14. Cossaye (58087)                 | 15. Coulanges-lès-Nevers (58088)   | 16. Crux-la-Ville (58092)          |
| 17. Decize (58095)                 | 18. Devay (58096)                   | 19. Diennes-Aubigny (58097)        | 20. Dornes (58104)                 |
| 21. Druy-Parigny (58105)           | 22. La Fermeté (58112)              | 23. Fertrève (58113)               | 24. Fleury-sur-Loire (58115)       |
| 25. Fourchambault (58117)          | 26. Frasnay-Reugny (58119)          | 27. Garchizy (58121)               | 28. Germigny-sur-Loire (58124)     |
| 29. Gimouille (58126)              | 30. Guérigny (58131)                | 31. Imphy (58134)                  | 32. Jailly (58136)                 |
| 33. Lamenay-sur-Loire (58137)      | 34. Langeron (58138)                | 35. Limon (58143)                  | 36. Livry (58144)                  |
| 37. Lucenay-lès-Aix (58146)        | 38. Luthenay-Uxeloup (58148)        | 39. La Machine (58151)             | 40. Magny-Cours (58152)            |
| 41. Mars-sur-Allier (58158)        | 42. Marzy (58160)                   | 43. Montapas (58171)               | 44. Montigny-aux-Amognes (58176)   |
| 45. Neuville-lès-Decize (58192)    | 46. Nevers (58194)                  | 47. Nolay (58196)                  | 48. Ourouër (58204)                |
| 49. Parigny-les-Vaux (58207)       | 50. Poiseux (58212)                 | 51. Pougues-les-Eaux (58214)       | 52. Rouy (58223)                   |
| 53. Saincaize-Meauce (58225)       | 54. Saint-Benin-d'Azy (58232)       | 55. Saint-Benin-des-Bois (58233)   | 56. Saint-Firmin (58239)           |
| 57. Saint-Franchy (58240)          | 58. Saint-Germain-Chassenay (58241) | 59. Saint-Jean-aux-Amognes (58247) | 60. Saint-Léger-des-Vignes (58250) |
| 61. Saint-Martin-d'Heuille (58254) | 62. Saint-Maurice (58257)           | 63. Saint-Ouen-sur-Loire (58258)   | 64. Saint-Parize-en-Viry (58259)   |
| 65. Saint-Parize-le-Châtel (58260) | 66. Saint-Pierre-le-Moûtier (58264) | 67. Saint-Saulge (58267)           | 68. Saint-Sulpice (58269)          |
| 69. Saint-Éloi (58238)             | 70. Sainte-Marie (58253)            | 71. Sauvigny-les-Bois (58273)      | 72. Saxi-Bourdon (58275)           |
| 73. Sermoise-sur-Loire (58278)     | 74. Sougy-sur-Loire (58280)         | 75. Thianges (58291)               | 76. Toury-Lurcy (58293)            |
| 77. Toury-sur-Jour (58294)         | 78. Tresnay (58296)                 | 79. Trois-Vèvres (58297)           | 80. Urzy (58300)                   |
| 81. Varennes-Vauzelles (58303)     | 82. Verneuil (58306)                | 83. Ville-Langy (58311)            |                                    |